# 孤石亭

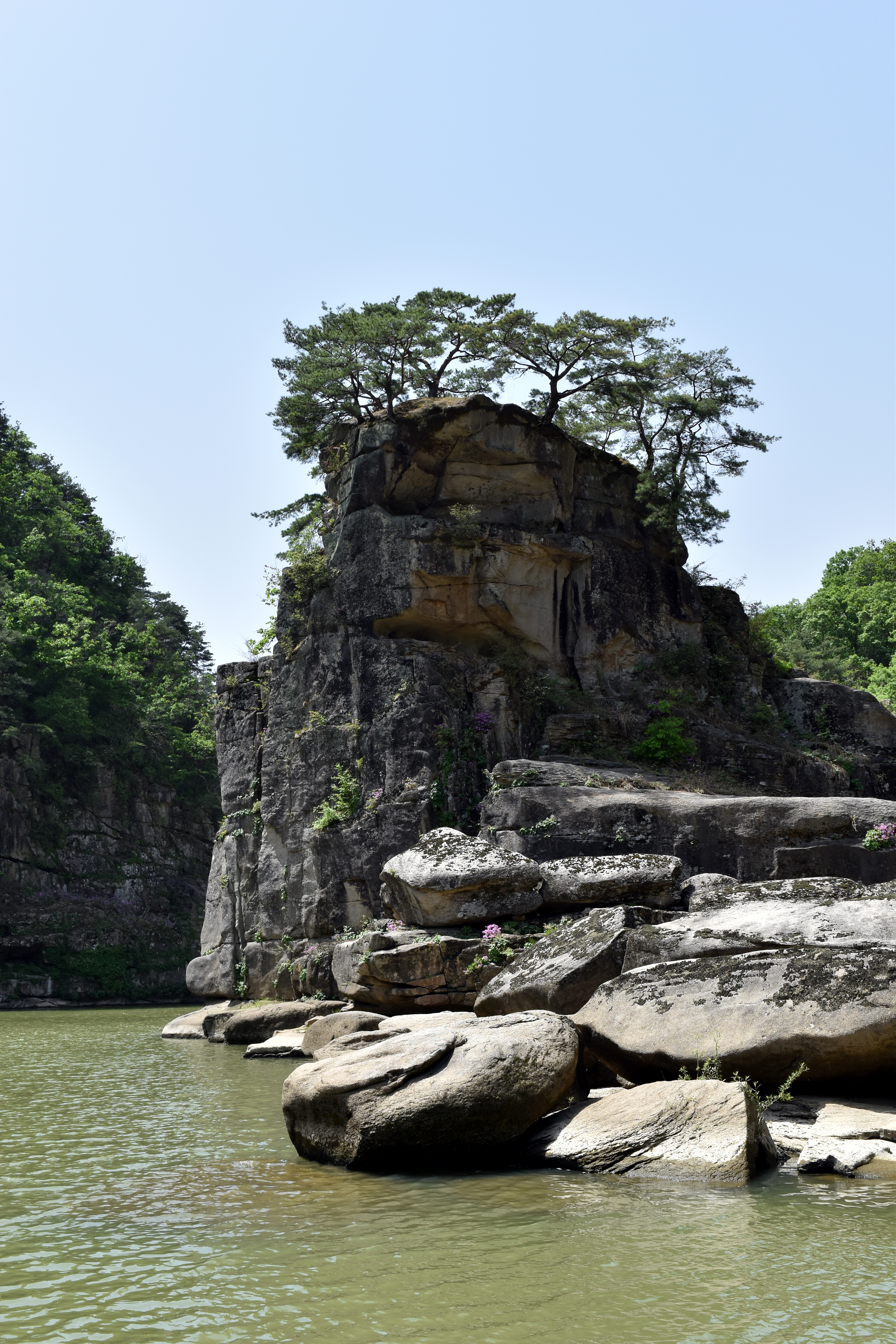
孤石亭與蓴潭

孤石亭（韓語：고석정）是位於大韓民國江原道鐵原郡的2層樓閣，立於一尊孤石之上，故名孤石亭。建於新羅真平王時期。
孤石亭是鐵原八景之首，並與下游的蓴潭位列江原道紀念物8號。